# Angelov slap
Angelov slap (špansko Salto Ángel; Pemon Kerepakupai Merú, Parakupá Vená, dob. 'slap najglobljega mesta, padec z najvišje točke') je slap v Venezueli. To je najvišji neprekinjen slap na svetu z višino 979 metrov in prostim padom 807 m. Slap pada čez rob gore Auyán tepui v narodnem parku Canaima (špansko Parque Nacional Canaima), in je Unescova svetovna dediščina v regiji Gran Sabana v državi Bolívar. Višina 979 m  je večinoma sestavljena iz glavnega padca, vključuje pa tudi približno 400 metrov nagnjene kaskade in brzic pod padcem ter 30 metrov visok slap dolvodno.
Slapovi so vzdolž razcepa reke Río Kerepacupai Merú, ki se izliva v reko Churún, pritok reke Carrao, ki je sam pritok reke Orinoko.

## Zgodovina

### Etimologija
Slap je od sredine 20. stoletja znan kot Angelov slap; poimenovani so po Jimmieju Angelu, ameriškem letalcu, ki je bil prvi, ki je preletel slapove. Angelov pepel je bil raztresen po slapu 2. julija 1960.
Splošno špansko ime Salto Ángel izhaja iz njegovega priimka. Leta 2009 je predsednik Hugo Chávez napovedal, da namerava spremeniti ime v domnevno izvirni avtohtoni izraz v jeziku pemonov (Kerepakupai-Merú, kar pomeni "slap najglobljega kraja"), z utemeljitvijo, da bi morala najbolj znana znamenitost v državi nositi avtohtono ime. Pri razlagi spremembe imena naj bi Chávez dejal: »To je bilo naše, veliko preden je Angel prišel tja ... to je avtohtona dežela.«  Vendar je pozneje dejal, da ne bo odločil o spremembi imena ampak le branil uporabo Kerepakupai Vená.

### Raziskovanje
Sir Walter Raleigh je v svoji ekspediciji za iskanje legendarnega mesta El Dorado opisal, kar je bilo verjetno tepui (mizasta gora) in pravijo, da je bil prvi Evropejec, ki si je ogledal Angelov slap, čeprav te trditve veljajo za nepreverjene. Nekateri zgodovinarji navajajo, da je bil prvi Evropejec, ki je obiskal slap, Fernando de Berrío, španski raziskovalec in guverner iz 16. in 17. stoletja. Drugi viri navajajo, da je bil prvi zahodnjak, ki je videl slap, španski raziskovalec Fèlix Cardona leta 1927.
Zunanji svet jih ni poznal, dokler jih ameriški letalec Jimmie Angel po navodilih Cardona ni preletel 16. novembra 1933 med letom, ko je iskal dragoceno ležišče rude.
Ko se je 9. oktobra 1937 vrnil, je Angel poskušal pristati s svojim monoplanom Flamingo El Río Caroní na vrhu Auyán-tepui, vendar je bilo letalo poškodovano, ko so kolesa potonila v močvirna tla. Angel in njegovi trije spremljevalci, vključno z njegovo ženo Marie, so se bili prisiljeni spustiti po tepuiju peš. Potrebovali so 11 dni, da so se po postopoma nagnjeni zadnji strani vrnili nazaj v civilizacijo, a novica o njihovi avanturi se je razširila in slap so v njegovo čast poimenovali Angelov slap. Ime slapa – Salto del Ángel - je bilo prvič objavljeno na zemljevidu venezuelske vlade decembra 1939.
Angelovo letalo je ostalo na vrhu tepuija 33 let, preden so ga dvignili s helikopterjem. Obnovljeno je bilo v letalskem muzeju v Maracayu in zdaj stoji na prostem na sprednji strani letališča v mestu Ciudad Bolívar.
Prvi zabeleženi Evropejec, ki je dosegel vznožje slapov, je bil latvijski raziskovalec Aleksandrs Laime, znan tudi kot Alejandro Laime med domačim plemenom Pemon. Leta 1946 je sam prišel do slapov. Prvi je dosegel zgornjo stran slapov v poznih 1950-ih s plezanjem po zadnji strani, kjer pobočje ni navpično. Do Angelovega letala je prišel 18 let po nesrečnem pristanku. 18. novembra 1955, na dan neodvisnosti Latvije, je venezuelskemu časopisu El Nacional sporočil, da je treba ta potok brez znanega lokalnega imena poimenovati po latvijski reki Gauja. Istega leta je bilo to ime registrirano v Nacionalni kartografski instituciji Venezuele. Ni prepričljivih dokazov, da je avtohtono ljudstvo Pemon poimenovalo lokalne potoke, saj je Auyán-tepui veljal za nevaren kraj in ga staroselci niso obiskovali. Vendar se v zadnjem času uporablja tudi pemonsko ime Kerep.
Laime je bil tudi prvi, ki je očistil pot, ki vodi od reke Churún do vznožja slapov. Na poti je razgledna točka, ki se običajno uporablja za fotografiranje slapa. V njegovo čast je poimenovan Mirador Laime (razgledišče Laime). Ta pot se zdaj uporablja predvsem za turiste, ki jih vodi od kampa Isla Ratón do majhne jase.
Uradno višino slapa je določila raziskava, ki jo je 13. maja 1949 izvedla ekspedicija, ki jo je organizirala in financirala ameriška novinarka Ruth Robertson. Odprava, ki se je začela 23. aprila 1949, je bila tudi prva, ki je dosegla vznožje slapov. Prvi znani poskus plezanja na steno pečine je bil izveden leta 1968 v mokri sezoni. Propadlo je zaradi spolzke skale. Leta 1969 je bil v sušnem obdobju izveden drugi poskus. Ta poskus sta preprečila pomanjkanje vode in previs 120 metrov pod vrhom. Prvi vzpon na vrh pečine je bil končan 13. januarja 1971. Plezalci, 4-članska ekipa, ki jo je vodil ameriški alpinist George Bogel, inženir elektrotehnike iz Pittsburgha v Pensilvaniji, so potrebovali devet dni in pol za vzpon in en dan in pol za spust.

## Turizem
Angelov slap je ena izmed največjih turističnih znamenitosti Venezuele, čeprav je potovanje do slapa zapletena zadeva. Je v izolirani džungli. Potreben je let z letališča Maiquetia ali Puerto Ordaz ali Ciudad Bolívarja, da se pride do kampa Canaima, izhodiščne točke za izlete po ali ob reki do vznožja slapa. Rečni izleti običajno poteka od junija do decembra, ko je reka dovolj globoka, da jo lahko uporabljajo vodniki Pemonci. V sušnem obdobju (od decembra do marca) je vode manj kot v drugih mesecih.